# MusIP
MusIP is het acroniem van Museum Inventarisatie Project.
Het Museum Inventarisatie Project heeft ten doel deelcollecties van musea in kaart te brengen en zo  inzicht te krijgen in aard en omvang van de zogeheten Collectie Nederland. 
- In het kader van dit project wordt onder een deelcollectie verstaan: een groep objecten die op een of andere wijze samenhang met elkaar vertonen. Dat kan doordat ze dezelfde functie hebben (bijvoorbeeld landbouwwerktuigen), uit hetzelfde materiaal bestaan (bijvoorbeeld zilverwerk) of over hetzelfde onderwerp gaan (bijvoorbeeld Tweede Wereldoorlog).

MusIP is een initiatief van het Erfgoedhuis Utrecht. MusIP werd als proefproject in de periode 1997-1999 in de provincie Utrecht uitgevoerd. In ruim 40 musea beschreef men deelcollecties in een speciaal daarvoor ontwikkelde database. Na de afronding van het project besloten de provincies, het Ministerie van OCW en de Vereniging van Nederlandse Gemeenten dat zij deze inventarisatie landelijk wilden uitvoeren. De uitvoering kwam in handen van de provinciaal museumconsulenten, die de Stichting Landelijk Contact van Museumconsulenten (LCM) aanwezen om de werkzaamheden te coördineren.
In de periode 2002-2004 is in de meeste provincies het project uitgevoerd, maar in enkele provincies loopt het project nog wat langer door.